# Стоян Илиев (политик)
Вижте пояснителната страница за други личности с името Стоян Илиев.
Стоян Илиев Цветков е български политик.

## Биография
Роден е през 1867 година в град Кюстендил в средно еснафско семейство. След Освобождението постъпва в откритото Военно училище. Поради временното закриване на същото през 1884 г. продължава образованието си в Ломската държавна реална гимназия.
Връща се в родния си град, където се отдава на чиновническа кариера. Постъпва първоначално на служба като писар при Кюстендилското окръжно финансово управление. По-късно работи като помощник акцизен надзирател и акцизен надзирател. Повече от 12 години заема длъжността помощник и акцизен началник при окръжните акцизни управления в градовете Кюстендил, Ловеч, Видин, Враца, Пловдив, Русе и Плевен. През 1905 г.се пенсионира и се прибира в родния си град.
Като член на Демократическата партия, управляваща България, през лятото на 1908 г. е председател на временната общинска тричленна комисия в гр. Кюстендил. На 1 септември 1908 г. е избран за кмет на града като кандидат на коалиралите се в града Демократическа партия, Радикалдемократическа партия и Прогресивнолиберална партия.
През неговото общо четиригодишно кметуване (до 5 април 1912) се довършват всички започнати мероприятия по благоустрояването на града от времето на кметуването на неговия предшественик Михаил Давидов. Довършва се каптажът на топлата минерална вода и новата градска баня „Чифте баня“. Направени са водопроводните канали в града, а също главният резервоар в м. „Хисарлъка“.1: Щ Започва се и се завършва новото градско барище. Довършено е строителството на сградата на основното училище „Марин Дринов“. Утвърждава се нов регулационен план на града. Предоставя се място на френския индустриалец Жорж Симоне за изграждане на камгарна предачница. През юли 1909 г. е открито продължението на ж.п линията от София (след Радомир) до Гюешево.
Около една година Стоян Илиев управлява и през време на новото коалиционно прогресивно либерално-народняшко правителство. При следващите общински избори отстъпва кметската длъжност. Умира през 1928 г.